# Play - Premios de la Música Portuguesa
Los Premios Play de la Música Portuguesa son una iniciativa anual cuyo objetivo es premiar las canciones y artistas que más se han destacado en Portugal. El galardón es organizado por la asociación PassMúsica, que representa a artistas, bandas y editoras discográficas, en colaboración con RTP y Vodafone. Desde 2019, la ceremonia de entrega de premios se ha convertido en una tradición en la escena musical portuguesa, reconociendo y valorando el talento de los artistas portugueses y lusófonos.
Las nominaciones para las categorías del premio se dividen en dos fases distintas. La primera fase es llevada a cabo por el equipo de PassMúsica, que compila listas de artistas elegibles basadas en datos de consumo de música. Estos datos son recolectados de diversas fuentes, incluyendo ventas de discos y streaming de música en línea. Después de la creación de estas listas, el equipo de PassMúsica las entrega al comité de nominación responsable de la segunda fase del proceso. Este comité está compuesto por expertos del sector musical y es encargado de evaluar a los artistas nominados y seleccionar a los finalistas para cada categoría. De esta manera, el proceso de nominación se lleva a cabo en base a criterios objetivos y transparentes, asegurando que solo los artistas más talentosos e influyentes sean seleccionados para competir por los premios.

## Categorías
Los premios son anuales y actualmente comprenden 13 categorías:
- Mejor Grupo (2019-presente)
- Mejor Álbum de Fado (2019-presente)
- Vodafone Canción del Año (2019-presente)
- Mejor Álbum (2019 - presente)
- Artista Revelación (2019-presente)
- Mejor Video Musical (2019-presente)
- Premio Lusofonia (2019-actualidad)
- Premio de la Crítica (2019-actualidad)
- Premio a la Trayectoria (2019 - presente)
- Mejor Artista Masculino (2020 - presente)
- Mejor Artista Femenina (2020 – presente)
- Mejor Álbum de Jazz (2020 - actualidad)
- Mejor Álbum Clásico/Erudito (2020 - presente)

### Categorías desaparecidas
- Mejor Canción Internacional (2019)
- Mejor Artista Internacional (2019)
- Mejor Artista Solista (2019)

## Presentadores
| Edición | Año  | Presentadores                           | copresentadores   |
| ------- | ---- | --------------------------------------- | ----------------- |
| 1ª      | 2019 | Filomena Cautela e Inês Lopes Gonçalves | Vanessa Augusto   |
| 2ª      | 2020 | Filomena Cautela e Inês Lopes Gonçalves |                   |
| 3ª      | 2021 | Filomena Cautela                        | Hugo van der Ding |
| 4ª      | 2022 | Filomena Cautela y Carolina Torres      |                   |

## 1ª Edición - 2019
La primera edición de los Premios Play tuvo lugar el 9 de abril, en el Coliseu dos Recreios, en Lisboa. La ceremonia fue transmitida en vivo por RTP1.
| Artista                    | Música                          |
| -------------------------- | ------------------------------- |
| Blaya                      | Faz Gostoso                     |
| Valas Raquel Tavares       | Estradas no céu                 |
| ProfJam                    | Água de Coco                    |
| Wet Bed Gang               | Devia Ir                        |
| Jorge Palma Sérgio Godinho | Portugal, Portugal Primeiro Dia |
| Expensive Soul             | Amar é que é preciso            |
| Amor Electro               | Miúda do Café                   |
| Ricardo Ribeiro            | No Teu Poema                    |
| Virgul                     | Difícil Demais                  |

### Nominados

#### Mejor Grupo
- Dead Combo - Ganador
- Diabo na Cruz
- Linda Martini
- Wet Bed Gang

#### Mejor Álbum de Fado
- "Maria" de Carminho - Ganador
- "Branco" de Cristina Branco
- "Sempre" de Katia Guerreiro
- "Sara Correia" de Sara Correia

#### Mejor Artista Solista
- António Zambujo
- Blaya
- Dino d'Santiago - Ganador
- Diogo Piçarra

#### Vodafone Canción del año
- "Faz Gostoso" de Blaya
- "Água de Coco" de ProfJam
- "Estradas no Céu", Valas con Raquel Tavares - Ganador
- "Devia ir" de Wet Bed Gang

#### Mejor Album
- "Mariza" de Mariza
- "Do Avesso" de António Zambujo
- "Odeon Hotel" de Dead Combo
- "Mundo Nôbu" de Dino d'Santiago - Ganador

#### Nuevo Artista
- Conan Osiris - Ganador
- Papillon
- Sara Correia
- Selma Uamussé

#### Mejor Video Musical
- "Eu Avisei" de Blaya
- "Queque foi" de Boss AC
- "Amor em Tempo de Muros" de Pedro Abrunhosa - Ganador
- "Água de coco" de ProfJam

#### Premio Lusofonía
- "Se Eu Soubesse" de C4 Pedro
- "Din Din Din" de Ludmilla
- "Nada Mudou" de Matias Damásio - Ganador
- "Nubian Queen" de Nelson Freitas

#### Mejor Canción Internacional
- "No Tears Left To Cry" de Ariana Grande
- "God's Plan" de Drake
- "All the Stars" de Kendrick Lamar ft. SZA - Ganador
- "In My Blood" de Shawn Mendes

#### Mejor Artista Internacional
- Ariana Grande
- Cardi B
- Drake
- Kendrick Lamar - Ganador

#### Premio de la Crítica
- Dino d'Santiago

#### Premio a la carrera
- Carlos do Carmo

## 2ª Edición - 2020
La segunda edición de los Premios Play estaba prevista inicialmente para el 25 de marzo, en el Coliseu dos Recreios, en Lisboa, pero, debido a la pandemia de Covid-19, se pospuso para el 29 de julio. La ceremonia fue transmitida en vivo por RTP1.
| Artista                    | Música                                       |
| -------------------------- | -------------------------------------------- |
| Lena d'Água                | Grande Festa                                 |
| Ana Bacalhaú Diogo Piçarra | O Erro Mais Bonito                           |
| Calema                     | Te amo                                       |
| Capitão Fausto             | Boa Memória                                  |
| Fernando Daniel Tainá      | Se Eu                                        |
| papillón Mirto             | Sweet Spot                                   |
| Bándera Bandeira Kasha     | Eu Não                                       |
| Camané Mário Laginha       | Inquietação Ser Solidário                    |
| Pedro Abrunhosa ProfJam    | É Preciso Ter Calma Tou bem Lua Socorro Além |

### Nominados

#### Mejor Grupo
- Capitão Fausto - Ganador
- Expensive Soul
- Mão Morta
- The Gift

Mejor Artista Masculino
- Diogo Piçarra
- Fernando Daniel
- Salvador Sobral
- Slow J - Ganador

Mejor Artista Femenina
- Aldina Duarte
- Ana Bacalhau
- Blaya
- Lena D'Água - Ganadora

#### Mejor Álbum de Fado
- "Aqui está-se sossegado" de Camané y Mário Laginha - Ganador
- "Puro" de Matilde Cid 
- "Roubados" de Aldina Duarte
- "Um Fado ao Contrário" de Pedro Moutinho

#### Mejor Álbum de Música Clásica/Erudita
- "Manuel Cardoso: Réquiem, Lamentaciones, Magnificant & Motets", de Cupertions & Luís Toscano
- " Archipelago", de Drumming GP/Luís Tinoco - Ganador
- "Chamber Music I", de Hugo Vasco Reis
- "Joly Braga Santos Complete Chamber Music Vol I", de Quarteto Lopes-Graça, Leonor Braga Santos, Irene Lima

#### Mejor Álbum de Jazz
- "Dentro da janela" de João Mortágua - Ganador
- "História do jazz em Portugal" de André Sousa Machado
- "Liturgy the birds" de Daniel Bernardes & Drumming GP
- "øcre" de Filipe Raposo

#### Vodafone Canción del año
- “Amor, a nossa vida” del Capitão Fausto - Ganador
- "Bairro" de Wet Bed Gang
- "Bússola" de Nenny
- "Também Sonhar" de Slow J

#### Mejor Album
- "A Invenção do Dia Claro" del Capitão Fausto
- "Aqui está-se sossegado" de Camané y Mário Laginha - Ganador
- "You Are Forgiven" de Slow J
- "#FFFFFF" por ProfJam

#### Nuevo Artista
- Bárbara Tinoco - Ganadora
- Murta
- Nenny
- Tiago Nacarato

#### Mejor Video Musical
- “Catavento da Sé” de António Zambujo
- "Hear from You" de Branko, Sango, Cosima, ProfJam - Ganador
- “Grande Festa” de Lena D'Água
- “Verão” del The Gift

#### Premio Lusofonía
- "Menina Solta" de Giulia Be
- "Sonhos" de Tainá - Ganador
- "Terremoto" de Anitta & Kevinho
- “Um Pôr do Sol na Praia” de Silva & Ludmilla

#### Premio de la Crítica
- Lena D'Água

#### Premio a la Carrera
- Xutos & Pontapés

## 3ª Edición - 2021
La tercera edición de los Premios Play tuvo lugar el 8 de julio, en el Coliseu dos Recreios, en Lisboa. La ceremonia fue transmitida en vivo por RTP1.

### Nominados

#### Mejor Grupo
- Clã - Ganador
- HMB
- Os Quatro e Meia
- Wet Bed Gang

Mejor Artista Masculino
- Carl]ao
- Dino D'Santiago - Ganador
- Samuel Uría
- Sergio Godinho

Mejor Artista Femenina
- Bárbara Tinoco
- Carolina Deslandes
- 'Capicua' - Ganador
- Mariza

#### Mejor Álbum de Fado
- “Do Coração” – Sara Correia - Ganadora
- “Mariza canta Amália” – Mariza
- “Amália de Cuca Roseta” – Cuca Roseta
- “Buba Espinho” – Buba Espinho

#### Mejor Álbum de Música Clásica/Erudita
- “Duarte Lobo: Misas, Responsorios & Motetes” – Cupertinos - Ganador
- “Il Mondo della Luna de Pedro António Avondano” – Músicos do Tejo
- “Luís de Freitas Branco / Sonatas” – Vasco Dantas, Isabel Vaz, Tomás Costa
- “Joly Braga Santos – Complete Chamber Music III” – Olga Prats, Leonor Braga Santos, Irene Lima, Luís Pacheco Cunha, António Saiote y otros.

#### Mejor Álbum de Jazz
- “Dianho” – André Fernandes - Ganador
- “Dice of Tenors” – César Cardoso
- “Portrait” – João Barradas
- “Evidentemente” – NoA

#### Vodafone Canción del año
- “Louco” – Piruka feat Bluay - Ganador
- “Sei lá” – Bárbara Tinoco
- “Kriolu” – Dino D'Santiago feat. Julinho KSD
- “Assobia Para O Lado” – Carlão
- “A Noite” – Stereosauro X Marisa Liz X Carlão
- “Tribunal” – ProfJam, Benji Price

#### Mejor Album
- "Mais Antigo" - Bispo
- “ Kriola” – Dino D'Santiago - Ganador
- “Véspera” – Clã
- “Madrepérola” – Capicua

#### Nuevo Artista
- Chico da Tina
- Cláudia Pascoal - Ganadora
- Pedro Mafama
- SYRO

#### Mejor Video Musical
- “A Noite” – Stereosauro, Marisa Liz, Carlão (Dirigida por Bruno Ferreira)
- “Assobia Para O Lado” – Carlão (Dirigida por Fernando Mamede) - Ganador
- “Kriolu” – Dino D'Santiago feat. Julinho KSD (Dirigida por João Pedro Moreira)
- “+351 (Call Me)” – Nenny (Dirigida por Tiago Plácido)

#### Premio Lusofonía
- “Te gusta” – MC Kevinho
- “É Tudo pra ontem” – Emicida part. Gilberto Gil - Ganador
- “Nzambi” – Esperança (Paulo Flores & Prodígio)
- “Inesquecível” – Giulia Be, Luan Santana

#### Premio de la Crítica
- “KRIOLA” – Dino D'Santiago

## 4ª Edición - 2022
La cuarta edición de los Premios Play tuvo lugar el 5 de mayo, en el Coliseu dos Recreios, en Lisboa. La ceremonia fue transmitida en vivo por RTP1 y RTP PLAY. 

### Nominados

#### Mejor Grupo
- Moonspell
- Os Quatro e Meia
- The Black Mamba – Ganador
- Wet Bed Gang

#### Mejor Artista Masculino
- António Zambujo
- Camané
- Dino D'Santiago – Ganador
- Tony Carreira

#### Mejor Artista Femenina
- Ana Moura – Ganadora
- Bárbara Tinoco
- Gisela João
- Nenny

#### Mejor Álbum de Fado
- “Agora” – Teresinha Landeiro
- “Aurora” – Gisela João
- “Eu Sou” – Fábia Rebordão
- “Horas Vazias” – Camané – Ganador

#### Mejor Álbum de Música Clásica/Erudita
- “Cifras de Viola” – Tiago Matias
- “Debut” – João Barradas
- “João Madureira | Estudos Literários - Retratos” – Ana Telles
- “Portuguese Music for Piano Duo” – Luís Duarte y Lígia Madeira – Ganador

#### Mejor Álbum de Jazz
- “A Tribo” – Coreto
- “Garfo” – Garfo
- “Lumina” – Pedro Melo Alves' Omniae Large Ensemble
- “Unlimited Dreams” – João Lencastre's Communion - Ganador

#### Vodafone Canción del Año
- “Andorinhas” – Ana Moura
- “Borboletas” – Gama
- “Lote B” – António Zambujo
- “Love is on my Side – La Mamba Negra
- “Onde Vais” – Bárbara Bandeira feat Carminho - Ganador
- “Tequila” – Nelly

#### Mejor Album
- “70 Voltas ao Sol” – Jorge Palma - Ganador
- “Aurora” – Gisela João
- “Babiu” – Dino d`Santiago
- “Recomeçar” – Tony Carreira

#### Nuevo Artista
- EU.CLIDES - Ganador
- Ivandro
- Luis Trigacheiro
- Rita Vian

#### Mejor Video Musical
- “Ainda Sinto” – Diana Lima, T-Rex (Dirigida por Tiago Plácido)
- “Andorinhas” – Ana Moura (Dirigida por André Caniços) - Ganador
- “Blues da Quinta” – 5th Punkada (Dirigida por Casota Collective)
- “Nós Pimba” – Chico da Tina (Dirigida por el irlandés Favério)

#### Premio Lusofonía
- “Hino à Gratidão”” – Mario Lucio
- “Jeito Alegre de Chorar” – Paulo Flores – Ganador
- “Modo Turbo” – Luísa Sonza, Anitta y Pabllo Vittar
- “Nossas Coisas” – C4 Pedro

#### Premio de la Crítica
- Dino D'Santiago

#### Premio a la Carrera
- Simone de Oliveira

## 5ª Edición - 2023
La quinta edición de los Premios Play se lleva a cabo el 27 de abril, en el Coliseu dos Recreios, en Lisboa . La ceremonia fue transmitida en vivo por RTP1 y RTP PLAY . 

### Nominados

#### Mejor Grupo
- Calema
- Capitão Fausto
- Linda Martini
- Wet Bed Gang

#### Mejor Artista Masculino
- Carlão
- Ivandro
- M[ario Laginha
- T-Rex

#### Mejor Artista Femenina
- Aldina Duarte
- Ana Moura
- Maro
- Nena

#### Mejor Álbum de Fado
- “Perfil” – Dulce Pontes
- “Simples” – Carlos Leitão
- “Tudo Recomeça” – Aldina Duarte
- “Viragem” – Beatriz Villar

#### Mejor Álbum de Música Clásica/Erudita
- “Lamentationes Hebdomadæ Sanctæ - Joseph-Héctor Fiocco” – Ensemble Bonne Corde
- “Magnificat Marian Antiphons & Missa Salve Regina” – Cupertinos
- “Orquesta Metropolitana de Lisboa - Conciertos para teclados de JS Bach” – João Barradas / Pedro Neves
- “Play Off” – Vasco Mendonça y Drumming GP

#### Mejor Álbum de Jazz
- “Ascetica” – Hugo Carvalhais
- “Chasing Contradictions” – Ricardo Toscano Trio
- “Jangada” – Mario Laginha
- “Prötzeler” – Grupo Apophenia

#### Vodafone Canción del Año
- “Agarra em Mim” – Ana Moura con Pedro Mafama
- “A Maior Traição” – Carlão
- “Lua” – Ivandro
- “Quero é Viver” – Sara Correia
- “Saudade, Saudade” – Maro
- “Sorriso” – Diogo Piçarra

#### Mejor Album
- “A Estranha Beleza da Vida” – Rodrigo Leão
- “A Minha História” – Sara Carreira
- “Casa Guilhermina” – Ana Moura
- “Club Makumba” – Club Makumba

#### Nuevo Artista
- A Garota Não
- Club Makumba
- Milhanas
- Nena

#### Mejor Video Musical
- “Barquinha” – Expresso Transatlântico feat Conan Osiris
- “Caro” – X-Tense feat Slow 3
- “Islet” – Surma
- “Private Eyes” – Ditch Days

#### Premio Lusofonía
- “Bom Bom” – Batida con Mayra Andrade
- “Como Antes” – Matías Damasio
- “Dançarina” – Pedro Sampaio con MC Pedrinho
- “No Chão Novinha” – Anitta y Pedro Sampaio

## Ganadores y nominados
| Artista                                                                         | Prémios | Nominaciones |
| ------------------------------------------------------------------------------- | ------- | ------------ |
| Dino D'Santiago                                                                 | 8       | 11           |
| Camané                                                                          | 3       | 4            |
| Capitão Fausto                                                                  | 2       | 4            |
| Mário Laginha                                                                   | 2       | 4            |
| Lena D'Água                                                                     | 2       | 3            |
| Kendrick Lamar                                                                  | 2       | 2            |
| Carminho                                                                        | 2       | 2            |
| Carlão                                                                          | 1       | 7            |
| ProfJam                                                                         | 1       | 5            |
| Bárbara Tinoco                                                                  | 1       | 4            |
| Sara Correia                                                                    | 1       | 4            |
| Slow J                                                                          | 1       | 3            |
| Drumming GP                                                                     | 1       | 3            |
| Dead Combo                                                                      | 1       | 2            |
| Conan Osíris                                                                    | 1       | 2            |
| Matias Damásio                                                                  | 1       | 2            |
| Capicua                                                                         | 1       | 2            |
| Clã                                                                             | 1       | 2            |
| Branko                                                                          | 1       | 1            |
| Carlos do Carmo                                                                 | 1       | 1            |
| Cosima                                                                          | 1       | 1            |
| João Mortágua                                                                   | 1       | 1            |
| Luís Tinoco                                                                     | 1       | 1            |
| Pedro Abrunhosa                                                                 | 1       | 1            |
| Raquel Tavares                                                                  | 1       | 1            |
| Sango                                                                           | 1       | 1            |
| SZA                                                                             | 1       | 1            |
| Tainá                                                                           | 1       | 1            |
| Valas                                                                           | 1       | 1            |
| Xutos e Pontapés                                                                | 1       | 1            |
| Wet Bed Gang                                                                    | 0       | 6            |
| António Zambujo                                                                 | 0       | 5            |
| Blaya                                                                           | 0       | 4            |
| Nenny                                                                           | 0       | 4            |
| Aldina Duarte                                                                   | 0       | 4            |
| Anitta                                                                          | 0       | 3            |
| Diogo Piçarra                                                                   | 0       | 3            |
| Mariza                                                                          | 0       | 3            |
| Ariana Grande                                                                   | 0       | 2            |
| Pedro Sampaio                                                                   | 0       | 2            |
| Cupertions & Luís Toscano                                                       | 0       | 2            |
| Drake                                                                           | 0       | 2            |
| Giulia Be                                                                       | 0       | 2            |
| Julinho KSD                                                                     | 0       | 2            |
| Ludmilla                                                                        | 0       | 2            |
| Marisa Liz                                                                      | 0       | 2            |
| Stereossauro                                                                    | 0       | 2            |
| The Gift                                                                        | 0       | 2            |
| Pabllo Vittar                                                                   | 0       | 1            |
| Luísa Sonza                                                                     | 0       | 1            |
| Ana Bacalhau                                                                    | 0       | 1            |
| André Fernandes                                                                 | 0       | 1            |
| André Sousa Machado                                                             | 0       | 1            |
| benji price                                                                     | 0       | 1            |
| Bispo                                                                           | 0       | 1            |
| Bluay                                                                           | 0       | 1            |
| Boss Ac                                                                         | 0       | 1            |
| Buba Espinho                                                                    | 0       | 1            |
| Cardi B                                                                         | 0       | 1            |
| Carolina Deslandes                                                              | 0       | 1            |
| César Cardoso                                                                   | 0       | 1            |
| Chico da Tina                                                                   | 0       | 1            |
| Cláudia Pascoal                                                                 | 0       | 1            |
| Cristina Branco                                                                 | 0       | 1            |
| Cuca Roseta                                                                     | 0       | 1            |
| C4 Pedro                                                                        | 0       | 1            |
| Daniel Bernardes                                                                | 0       | 1            |
| Diabo na Cruz                                                                   | 0       | 1            |
| Emicida                                                                         | 0       | 1            |
| Esperança                                                                       | 0       | 1            |
| Expensive Soul                                                                  | 0       | 1            |
| Fernando Daniel                                                                 | 0       | 1            |
| Filipe Raposo                                                                   | 0       | 1            |
| Gilberto Gil                                                                    | 0       | 1            |
| HMB                                                                             | 0       | 1            |
| Hugo Vasco Reis                                                                 | 0       | 1            |
| Isabel Vaz                                                                      | 0       | 1            |
| João Barradas                                                                   | 0       | 1            |
| Katia Guerreiro                                                                 | 0       | 1            |
| Kevinho                                                                         | 0       | 1            |
| Linda Martini                                                                   | 0       | 1            |
| Luan Santana                                                                    | 0       | 1            |
| Mão Morta                                                                       | 0       | 1            |
| MC Kevinho                                                                      | 0       | 1            |
| Músicos do Tejo                                                                 | 0       | 1            |
| Murta                                                                           | 0       | 1            |
| Nelson Freitas                                                                  | 0       | 1            |
| NoA                                                                             | 0       | 1            |
| Os Quatro e Meia                                                                | 0       | 1            |
| Pappilon                                                                        | 0       | 1            |
| Pedro Mafama                                                                    | 0       | 1            |
| Pedro Moutinho                                                                  | 0       | 1            |
| Piruka                                                                          | 0       | 1            |
| Quarteto Lopes-Graça, Leonor Braga Santos, Irene Lima                           | 0       | 1            |
| Ricardo Ribeiro                                                                 | 0       | 1            |
| Samuel Uría                                                                     | 0       | 1            |
| Selma Uamusse                                                                   | 0       | 1            |
| Sérgio Godinho                                                                  | 0       | 1            |
| Shawn Mendes                                                                    | 0       | 1            |
| Silva                                                                           | 0       | 1            |
| SYRO                                                                            | 0       | 1            |
| Tiago Nacarato                                                                  | 0       | 1            |
| Tomás Costa                                                                     | 0       | 1            |
| Vasco Dantas                                                                    | 0       | 1            |
| Olga Prats, Leonor Braga Santos, Irene Lima, Luís Pacheco Cunha, António Saiote | 0       | 1            |